# Didymothallus mizolepis
Didymothallus mizolepis är en fiskart som först beskrevs av Günther, 1867.  Didymothallus mizolepis ingår i släktet Didymothallus och familjen Bythitidae. Inga underarter finns listade i Catalogue of Life.